# Хлорид иридия(II)
Хлорид иридия(II) — неорганическое соединение, соль металла иридия и хлористоводородной кислоты формулой IrCl2. При стандартных условиях представляет собой блестящие тёмно-зелёные кристаллы, плохо растворимые в воде, кислотах и щелочах.

## Получение
- Вещество получают взаимодействием порошкообразного металлического иридия с газообразным хлором при нагревании:

{\displaystyle \mathrm {Ir+Cl_{2}\ {\xrightarrow {763^{o}C}}\ IrCl_{2}} }
- Реакцией между хлоридом иридия(III) и металлическим иридием:

{\displaystyle \mathrm {2IrCl_{3}+Ir\ {\xrightarrow {763^{o}C}}\ 3IrCl_{2}} }

## Физические свойства
Дихлорид иридия образует тёмно-зелёные кристаллы, практически не растворимые в воде. При нагревании до 773 °С  разлагается без плавления.
Стандартная энергия Гиббса образования ΔG (298 К, кДж/моль) равна -139,7.

## Химические свойства
- При нагревании до 773 °С разлагается по уравнению:

{\displaystyle \mathrm {2IrCl_{2}\ {\xrightarrow {<773^{o}C}}\ 2IrCl+Cl_{2}\uparrow } }
- При температурах выше 798 °С происходит полное разложение вещества:

{\displaystyle \mathrm {IrCl_{2}\ {\xrightarrow {>798^{o}C}}\ Ir+Cl_{2}\uparrow } }